# Eulza
El Señorío de Eulza, o simplemente Eulza (Eultza en euskera), es un antiguo lugar de señorío realengo de Barañáin, Navarra. Actualmente consta de un caserío y de un número bastante reducido de viviendas. Es conocido también como "Paraje del Eulza", y da nombre a una avenida, a un centro escolar en el pueblo de Barañáin y a una pequeña arboleda entre ambas poblaciones.

## Toponimia
Históricamente aparece con las grafías Eulça, Eulica, Eulz y Heulça. Una variante del nombre en euskera también existe, Eultza. A su vez existe otra población navarra de nombre muy similar, Eulz / Eultz.

## Historia
Se tiene constancia de la existencia de esta población desde el siglo XIII, pero fue deshabitado durante finales del siglo XIV. Se sabe que contaba con una iglesia, de la cual ya no quedan restos.

En 1280 debía una pecha anual de 16 sueldos y cuarto por vino, 3 cahices 2 almudes de trigo; y 9 cahices 1 robo y medio de cebada y avena. Los Hospitalarios de San Juan de Jerusalén tuvieron heredades en su término desde el siglo XIII. Tenía 3 fuegos en 1350, reducidos a uno en 1366. Se había despoblado en 1400 y los vecinos de Cizur Menor tomaron a censo (1401) los aprovechamientos del término. Disfrutaron sus rentas por concesión regia diversos particulares hasta que el príncipe Carlos de Viana lo permutó (1445) a Martín de Uriz por su palacio de Cadreita; luego fue enajenado (1452) al marcador pamplonés Juan de Jaca, pero en 1518 volvía a aparecer como dueña de su pecha la viuda de Martín de Úriz. Su iglesia subsistía a mediados del siglo XIX.

Desde 1719, se habilitó en el señorío un polvorín, al que se trasladó toda la pólvora que antes se guardaba en la ciudad de Pamplona. Según un informe militar del año 1784, el rey pagaba al dueño del palacio por este concepto 25 ducados navarros al año, siendo de cuenta del real erario la fábrica y reparación de la cerca y cuerpo de guardia. En el siglo pasado se hicieron también nuevas reparaciones por el Cuerpo de Ingenieros, con ocasión de las Guerras Carlistas. El camino que desde Barañáin conduce al señorío era llamado antiguamente “Camino de la Pólvora”.

## Demografía
Tenía 6 habitantes en 1858, 29 en 1887, 26 en 1910, 10 en 1920, 21 en 1930, 14 en 1940, 11 en 1950, 6 en 1960. No figuraba en el Nomenclátor de 1970 y tenía 2 habitantes en 1981. Actualmente se desconoce el número exacto de habitantes del paraje, debido a que aparecen censados dentro del municipio de Barañáin. 

## Futuro
En 2011 se aprobó una polémica obra de urbanización, un plan para promover 920 viviendas en grandes bloques, pero fue paralizada hasta 2020. Con la vuelta de UPN al ayuntamiento de Barañáin, se decidió retomar dicho proyecto. La urbanización de esta zona cambiaría drásticamente la imagen del paraje, siendo hasta el momento un lugar rodeado de cultivos, zonas arboladas y un paseo fluvial.  